# Parnahyba (1858)
La corbeta a vapor Parnahyba fue un navío de la Armada del Imperio del Brasil que sirvió en la Guerra de la Triple Alianza. 

## Historia
Buque mixto construido en los astilleros de Augustin Normand en Le Havre, Francia, con aparejo de corbeta era impulsado por una máquina de vapor con una potencia de 120 HP que impulsaba una hélice que le permitía alcanzar una velocidad máxima de 12 nudos. Tenía un desplazamiento de 602 t. Montaba 1 cañón Whitworth del 70, 2 obuses del 68 y 4 del 32.
Botada en 1858, fue incorporada el 11 de junio de 1859 con el nombre Parnahyba, segundo buque de esa armada en llevar ese nombre, en homenaje al río Parnahyba que recorre el estado de Piauí. 
Producida la invasión brasileña al Uruguay de 1864, en división con las corbetas Belmonte y Recife y las cañoneras Araguary e Ivahy, el 4 de diciembre participó del primer ataque contra Paysandú. La división imperial cañoneó las posiciones orientales y desembarcó una fuerza compuesta por 100 marineros, 100 infantes de marina, 200 hombres del 1º Batallón de Infantería de Línea y algunas piezas de artillería de campaña.
Fracasado el primer intento, se fueron sumando al asedio nuevas fuerzas navales, entre ellas la corbeta Jequitinhonha, y terrestres, al mando de Venancio Flores y de los generales brasileños João Propício Menna Barreto, Antônio de Sampaio y Antônio de Sousa Neto, que finalmente provocaron a fin de año la caída de la plaza.
Tras el estallido de la Guerra del Paraguay, el 30 de abril de 1865 al mando del capitán teniente Aurélio Garcindo Fernandes de Sá, partió de Buenos Aires integrando la división al mando del almirante Francisco Manuel Barroso da Silva, Barón de Amazonas, comandante de la fuerza naval imperial contra los paraguayos, que estaba compuesta también por la fragata Amazonas, buque insignia, las corbetas Beberibe, Belmonte y Jequitinhonha y por las cañoneras Araguary, Mearim, Ipiranga y Iguatemy. 
La escuadra imperial subió el río Paraná a fin de bloquear a la escuadrilla paraguaya en "Tres Bocas", la confluencia de los ríos Paraguay y Paraná.
El 10 de junio de 1865, la flota paraguaya estaba anclada en el río Paraguay, cerca de Humaitá.
Al mando del capitán de fragata Pedro Ignacio Mesa, a bordo del buque insignia Tacuarí (José María Martínez), estaba compuesta por los vapores Ygureí al mando del entonces teniente Remigio Del Rosario Cabral Velázquez, segundo de la escuadra, del Marquês de Olinda (teniente Ezequiel Robles), el Paraguarí (teniente José Alonso), Jejuí (teniente Aniceto López), Yporá (Domingo Antonio Ortiz), Salto Oriental (teniente Vicente Alcaraz) e Yberá (teniente Pedro Victorino Gill) y Pirabebe (teniente Tomás Pereira), y tres chatas artilladas.
La escuadra brasileña permanecía cerca de sus adversarios, surta sobre la costa del Chaco en las cercanías de la isla Barranquera. 
La flota paraguaya recibió órdenes de atacarla. Dada la superioridad de las fuerzas brasileñas, la única posibilidad de Mesa residía en la sorpresa. El plan era partir en las primeras horas de la madrugada río abajo con los motores apagados y las calderas encendidas y apenas sobrepasados los buques brasileños, retroceder y abordarlos. Pero desperfectos en la Yberá demoraron la partida hasta las 09:00 de la mañana del día 11 y el avance resultó más lento de los esperado por la necesidad de remolcar las chatas artilladas, por lo que la escuadra arribó a media mañana y fue detectada tempranamente por el Mearim por la escuadra imperial dándoles tiempo de prepararse y calentar calderas.

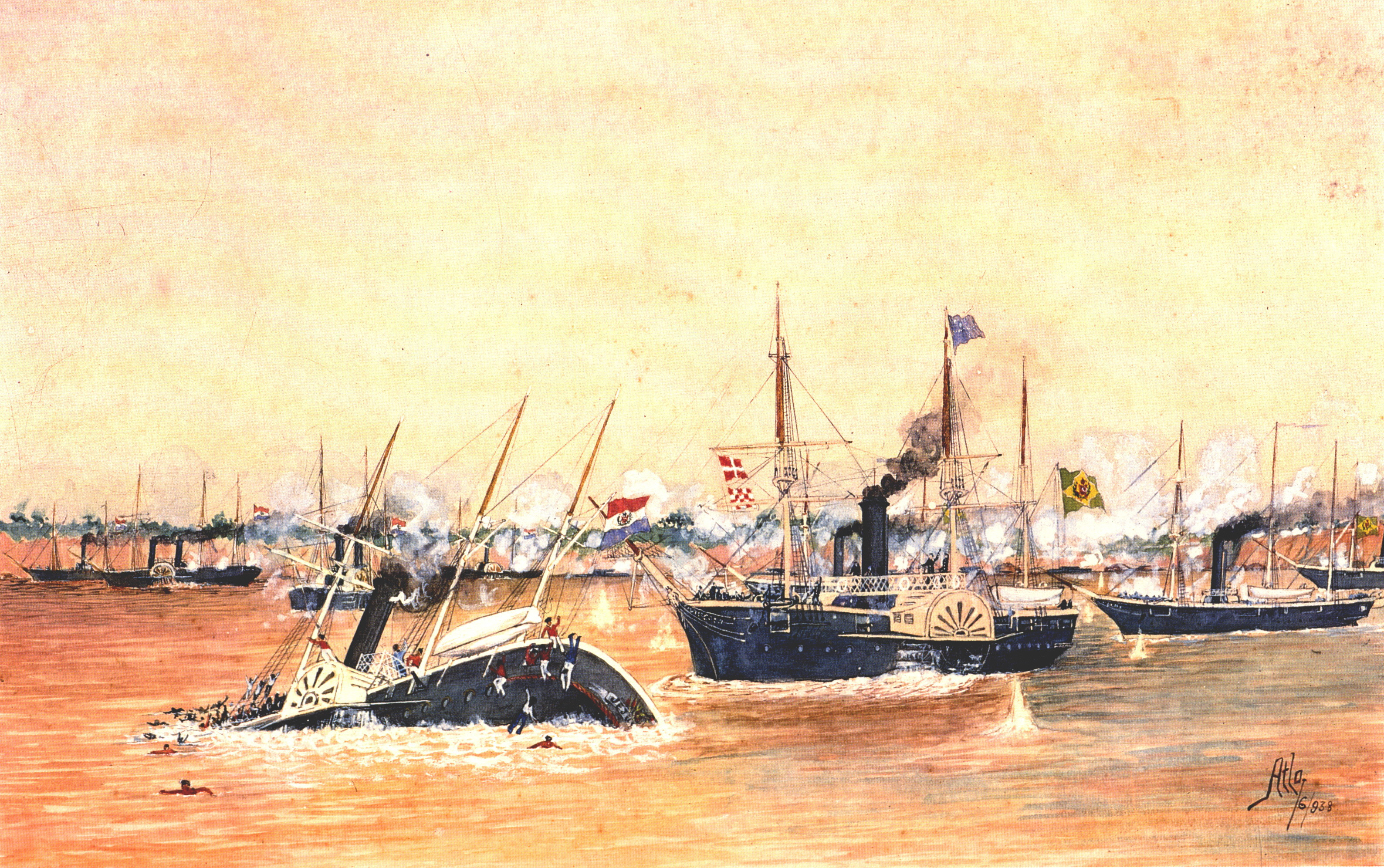
Batalla del Riachuelo.

La escuadra brasileña estaba compuesta de dos divisiones con un total de 9 navíos y 1.113 hombres.
La Jequitinhonha era buque insignia de la 3° División comandada por el capitán de mar y guerra José Secundino de Gomensoro, mientras que la Amazonas actuaba como insignia de la escuadra y de su 2° División.
Mesa desechó el abordaje y abrió fuego, que fue respondido por la escuadra imperial. El Jejuí recibió graves daños al igual que las chatas, por lo que los paraguayos se refugiaron en el Riachuelo protegidos por las baterías de tierra y la fusilería de la infantería. 
El almirante Barroso hizo transmitir por señales a sus buques tres frases que serían célebres en la historia naval brasilera: "Brasil espera que cada hombre cumpla con su deber", "Atacar y destruir al enemigo tan cerca como sea posible" y "Mantener el fuego que la victoria es nuestra".
Su escuadra se dirigió entonces hacia el Riachuelo, pero el Amazonas se desvió de su rumbo seguido por el Jequitinhonha. El Belmonte quedó entonces adelantado de la línea bajo fuego cerrado de los paraguayos que le produjeron serias averías y lo obligaron a embicarse sobre la costa de la isla Cabral.
El Amazonas regresó rápidamente a su posición pero esta vez fue la Jeiquitinhonha la que quedó varada bajo el fuego enemigo de dos baterías. 
Mientras la escuadra brasileña seguía de largo río abajo hasta la isla Palomera para entonces retomar río arriba, el Parnahyba retrocedió en auxilio de la Jequitinhonha, pero el Tacuarí, el Marquês de Olinda, el Salto Oriental y el Paraguari dejaron la costa y se lanzaron contra el Parnahyba, que llegó a ser abordado por los tres primeros.

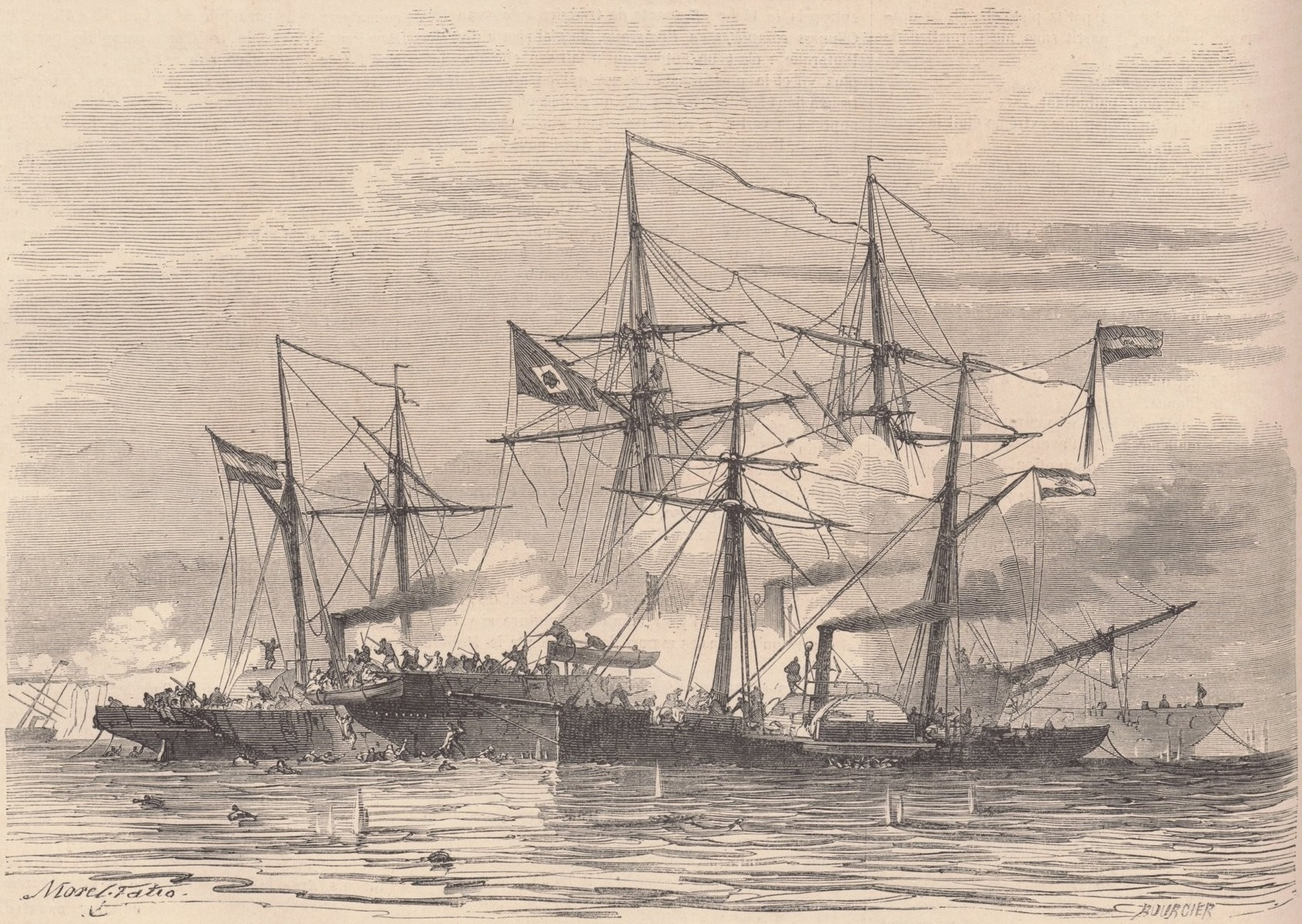
El Paranahiba recibió impacto de tres vapores paraguayos (Le Monde Illustré, n.º 436, 19/08/1865).

Según el capitán italiano Antonio Valentino, práctico del Parnahiba la resistencia estuvo fundamentalmente a cargo de los marineros y la tropa que "peleaban solos, pues al retirarse el comandante a la sala de armas le siguieron todos los oficiales."
Pese a la defensa, las tropas del batallón 6º Nambi´i del Salto consiguieron afianzar su posición en el buque. Cuando la caída era inminente "llegó la Amazonas, y demás buques y nos salvaron. Guastavino fue nuestra providencia, porque él aviso al Almirante que la Parnahiba estaba abordada y que era preciso ir sobre los enemigos. Y es posible ir? dijo Barroso refiriñendose al río - Si señor, y allá vamos, dijo Guastavino, cargando el timón".

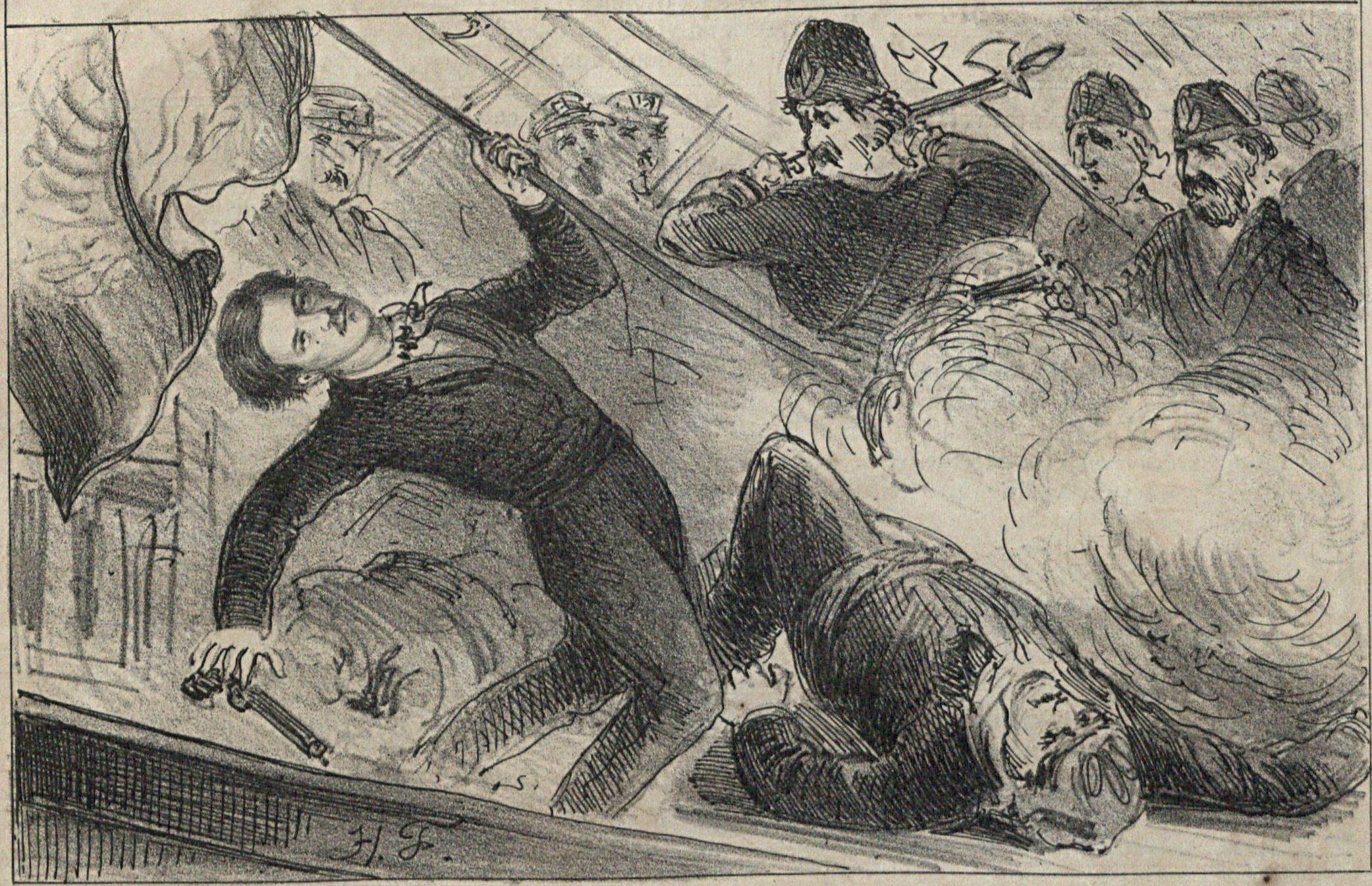
Muerte del guardiamarina Greenhalgh en defensa de la bandera de Brasil durante la Batalla del Riachuelo.

Guiada por el práctico argentino Bernardino Guastavino, la Amazonas marchó en auxilio del Parnahiba seguida por el Beberibé y el Araguary y tras limpiar la cubierta de los combatientes paraguayos sobrevivientes, embistió al Paraguarí obligándolo a encallar y abrió fuego cerrado sobre el Marquês de Olinda mientras el Tacuarí enfrentaba solo al Araguary y Beberibé.
Durante la dura lucha recibió 13 impactos cerca de la línea de agua que penetraron su casco y su tripulación tuvo 33 muertos y 25 heridos,   además de las tropas del ejército que estaban a bordo. Entre los muertos se encontraban el guardiamarina Guilherme Greenhalgh, el capitán del ejército Pedro Afonso Ferreira, el teniente de esa arma Feliciano J. de Andrade Maia y el marinero Marcilio Dias.
Pese a los daños recibidos, se sumó al Amazonas en la persecución de los buques enemigos, participando del asalto sobre el Salto que culminaría con su hundimiento al ser espoloneado por el Amazonas.
Posteriormente, participó del combate de Paso de Cuevas, librado el 12 de agosto de 1865, y del bombardeo previo a la batalla de Curupaití.